# Ricardo (Teksas)
Ricardo – jednostka osadnicza w Stanach Zjednoczonych, w stanie Teksas, w hrabstwie Kleberg.